# Layla Rivera
Layla Marie Rivera (Phoenix, 24 settembre 1983) è un'ex attrice pornografica statunitense.

## Biografia
La sua carriera di attrice nel cinema per adulti si è svolta tra il 2002 ed il 2015.
Il pittore svedese Karl Backman dipinse alcuni ritratti dell'attrice e nel 2011 li espose ad una mostra al Museum of Porn in Art di Zurigo.
Layla Rivera è apparsa nel video di On a Wicked Night dei Danzig nel ruolo di morte; è stata anche legata sentimentalmente al collega Max Hardcore.

## Riconoscimenti
- 2009 AVN Award nominee – Unsung Starlet Of The Year[4]
- 2009 FAME Award nominee – Dirtiest Girl in Porn[5]
- 2009 FAME Award nominee – Most Underrated Star[5]
- 2010 FAME Award nominee – Dirtiest Girl in Porn[6]

## Filmografia
- Dorm Room Fantasies (2002)
- Real Sex Magazine 54 (2002)
- She's Finally Legal 3 (2002)
- University Coeds Oral Exams 12 (2002)
- Virgin Stories 19 (2002)
- Wild College Coeds 2 (2002)
- Amateur Cream Pies 2 (2003)
- Are You XXXperienced 3 (2003)
- Bangin Beaver on the Bus 2 (2003)
- Biggz and the Beauties 2 (2003)
- Bust A Nut 4 (2003)
- Chica Boom 19 (2003)
- Chick Flick 5 (2003)
- Cream Pie Hunnies 1 (2003)
- Dirty Little Tease (2003)
- Dominating Baby Dolls (2003)
- Erotica XXX 3 (2003)
- Filthy Little Whores 9 (2003)
- Girls Gone Cock Wild 3: Latin Lovin' (2003)
- I've Never Done That Before 10 (2003)
- In Your Mouth And On Your Face 1 (2003)
- Interracial Cum Black 1 (2003)
- It's Only A Dream (2003)
- Itty Bitty Titty and 18 3 (2003)
- Jenna Loves Girls (2003)
- Just Sex (2003)
- Kittens 13 (2003)
- Latin Amore 2 (2003)
- Latin Throat Bangers 1 (2003)
- Little White Chicks... Big Black Monster Dicks 18 (2003)
- More Dirty Debutantes 276 (2003)
- More Dirty Debutantes 277 (2003)
- Naughty College School Girls 29 (2003)
- Perfect Pink 14 (2003)
- Planet Max 15 (2003)
- Pop That Cherry 3 (2003)
- Porn 'o Plenty 20 (2003)
- Pure Max 11 (2003)
- Real College Girls 9 (2003)
- Ripe 'n Ready 2 (2003)
- Sex with Young Girls 2 (2003)
- Slut Of Sluts (2003)
- Smokin Pole (2003)
- Spit Shined 1 (2003)
- Summer Mischief (2003)
- Sweet And Easy (2003)
- Teen Perversion 4 (2003)
- Ten Little Piggies 1 (2003)
- Twisted Cheerleader Tryouts 2 (2003)
- Unbelievable Sex 2 (2003)
- Who's Your Daddy 2 (2003)
- Young Euro Fever (2003)
- Young Latin Girls 8 (2003)
- Young Tight Latinas 4 (2003)
- Best of Aurora Snow (2004)
- Callgirls Undercover 3 (2004)
- Chick Flick 9 (2004)
- Couples Cream Pie (2004)
- Cum Filled Pussy 2 (2004)
- Gobble the Goop 1 (2004)
- Hot Ass Latinas 1 (2004)
- Hot Chicks Little Tits 4 (2004)
- Inheritance (2004)
- JKP All Latin 3 (2004)
- Masseuse (2004)
- Mature Women With Younger Girls 11 (2004)
- Max Faktor 9 (2004)
- My Virtual Secretary Layla (2004)
- Pure Max 17 (2004)
- Real Naturals 26 (2004)
- Teens Never Say No! 3 (2004)
- Young Pink 5 (2004)
- 100% Blowjobs 35 (2005)
- Baker's Dozen 7 (2005)
- Bang My Latin Ass (2005)
- Best Butts in the Biz (2005)
- Black Bros and Latin Ho's 2 (2005)
- Black Dicks Latin Chicks 6 (2005)
- But I'm With the Band (2005)
- Caught Masturbating 1 (2005)
- Cheerleaders Crave Black Cock Too (2005)
- Cream Pie Girls 1 (2005)
- Cytherea Strippin and Drippin (2005)
- Extreme Schoolgirls 12 (2005)
- Flirtin and Squirtin 2 (2005)
- Gag Factor 17 (2005)
- Go Fuck Yourself (II) (2005)
- Hand Job Hunnies 9 (2005)
- Latin Obsession 1 (2005)
- Load Up And Shoot (2005)
- Locked Cocked and Two Smoking Holes (2005)
- Max Faktor 15 (2005)
- Max Faktor 16 (2005)
- Mouth Meat 2 (2005)
- Pure Max 20 (2005)
- Samurai Knights (2005)
- Schwantzanator (2005)
- Teenage Peach Fuzz 1 (2005)
- Universal Max 2 (2005)
- Universal Max 3 (2005)
- Universal Max 5 (2005)
- Whore Gaggers 3 (2005)
- Worship This Bitch: Jazmin Edition (2005)
- 1 Lucky Fuck 2 (2006)
- Asian Devastation 3 (2006)
- Bangin Latin Ho's (2006)
- Black Dicks For White Chicks (2006)
- Brat Pack (2006)
- Creampie Surprise 1 (2006)
- Cytherea and the Squirt Sluts (2006)
- Dirty Deeds (2006)
- Extreme Schoolgirls 13 (2006)
- Extreme Schoolgirls 14 (2006)
- Extreme Schoolgirls 15 (2006)
- Harder Than Steel 1 (2006)
- How the West Was Hung (2006)
- Latina Cum Queens 3 (2006)
- Max Faktor 17 (2006)
- Max Faktor 18 (2006)
- Mixed Company 1 (II) (2006)
- Multiple Chicks on One Dick 2 (2006)
- POV Casting Couch 4 (2006)
- POV Casting Couch 9 (2006)
- Share My Cock 3 (2006)
- She's Got it Cumming (2006)
- Skeeter Kerkove's Girls Sodomizing Girls 1 (2006)
- Soul Mate Sex Stories (2006)
- Squirt Box 2 (2006)
- Throated 6 (2006)
- Universal Max 6 (2006)
- Universal Max 7 (2006)
- Universal Max 8 (2006)
- Wife-O-Rama 3 (2006)
- 8th Street Latinas 1 (2007)
- Big Boobs the Hard Way 6 (2007)
- Blowjob Races 1 (2007)
- Bra Bustin and Deep Thrustin 2 (2007)
- Cheatin' Chicas (2007)
- Desperate Housewhores 7 (2007)
- Dviant Angels (2007)
- Extreme Schoolgirls 17 (2007)
- Extreme Schoolgirls 18 (2007)
- Max Faktor 19 (2007)
- Max Faktor 20 (2007)
- Squirt So Good (2007)
- Throat Jobs 4 (2007)
- Universal Max 9 (2007)
- Viagra Falls 2 (2007)
- When Girls Play 5 (2007)
- 18 and Latin (2008)
- American Gokkun 8 (2008)
- Blowjob Races 2 (2008)
- Chicks and Salsa 5 (2008)
- Cream Pie Cafe (2008)
- Cuckold 5 (2008)
- Desperate Housewhores: More Than A MILF (2008)
- Desperately Seeking Cock 2 (2008)
- Extreme Schoolgirls 20 (2008)
- Fantasy Handjobs 1 (2008)
- Girlfriends 3 (2008)
- Go Fuck Myself 6 (2008)
- I Love Big Toys 16 (2008)
- Lesbian Food Fuckfest (2008)
- Mandinka Parties 3 (2008)
- Mini Van Moms 11 (2008)
- Oh No There's a Negro in My Daughter 1 (2008)
- Oh No! There's A Negro In My Mom 2 (2008)
- Pop Tarts 2 (2008)
- Pussy Lickin Lesbians 2 (2008)
- Spit Swappers 3 (2008)
- Teen Cuisine Too (2008)
- Tiny Tit Squirters (2008)
- Universal Max 10 (2008)
- Women Seeking Women 46 (2008)
- Young Mommies Who Love Pussy (2008)
- Big Tit Brotha Lovers 16 (2009)
- Breast of Hawaii (2009)
- I Can't Believe You Sucked A Negro 4 (2009)
- Latinistas 1 (2009)
- Legend of the Magic Taco (2009)
- My First XXX Video: Las Vegas (2009)
- My First XXX Video: Palm Springs (2009)
- Not Monday Night Football XXX (2009)
- Run for the Border 5 (2009)
- Slut Air: Flight 4 (2009)
- Squirting with the Stars 3 (2009)
- Throated 17 (2009)
- TV's Greatest Parody Hits (2009)
- 3 for All (2010)
- Faye N' Georgia Birthday Bash (2010)
- Hot Bush 2 (2010)
- I Can't Believe You Sucked a Negro 7 (2010)
- Out of Control (2010)
- Your Mom's Hairy Pussy 9 (2010)
- Bikini Warriors (2011)
- Frankencock 2 (2011)
- Latin Honeycums 1 (2011)
- Latinistas 4 (2011)
- Not Charlie Sheem's House of Whores XXX Parody (2011)
- Surreal Sex 4 (2011)
- Booty Shorts (2012)
- Couples Seeking Teens 10 (2012)
- Dark Haired Beauties (2012)
- Mom's Cuckold 9 (2012)
- Mommy Blows Best 18 (2012)
- My Girlfriend Loves Girls 2 (2012)
- Tight and Tiny Latinas (2012)
- Universal Max 14 (2012)
- 10 Hardcore Quickies 6 (2013)
- Big Cocks Go Deep 2 (2013)
- Real Life 1 (2013)
- Young Babes Juicing (2013)
- My MILF Boss 8 (2014)
- White Booty (2014)